# Domenico Ferri
Domenico Ferri (Castel di Lama, 22 aprile 1857 – Bologna, 1º gennaio 1940) è stato un pittore figurativo italiano.

## Biografia
Domenico Ferri, originario di Castel di Lama, in provincia di Ascoli Piceno, è stato allievo di Domenico Morelli (1826-1901), aderendo inizialmente alla scuola verista di ispirazione napoletana per poi orientarsi nella sua maturità artistica verso l'Art déco.
Fu professore dell'Accademia di Belle Arti di Bologna, dove ebbe fra gli allievi Giovanni Battista Crema, che ritrasse nel 1907, e successivamente professore di disegno della figura presso l'Accademia di Milano.
La sua opera più nota in ambito locale sono gli affreschi del salone del consiglio provinciale al primo piano del Palazzo del Governo di Ascoli Piceno, noto anche come palazzo San Filippo. Gli affreschi furono realizzati nel primo decennio del Novecento.
Nel 1898 partecipò all'Esposizione generale italiana a Torino.
Nel 1905 dipinge il catino della cupola e l'abside della chiesa di Santa Maria Maddalena in via Zamboni, 49 a Bologna in collaborazione con il pittore Antonio Mosca (1870-1951).

## Opere

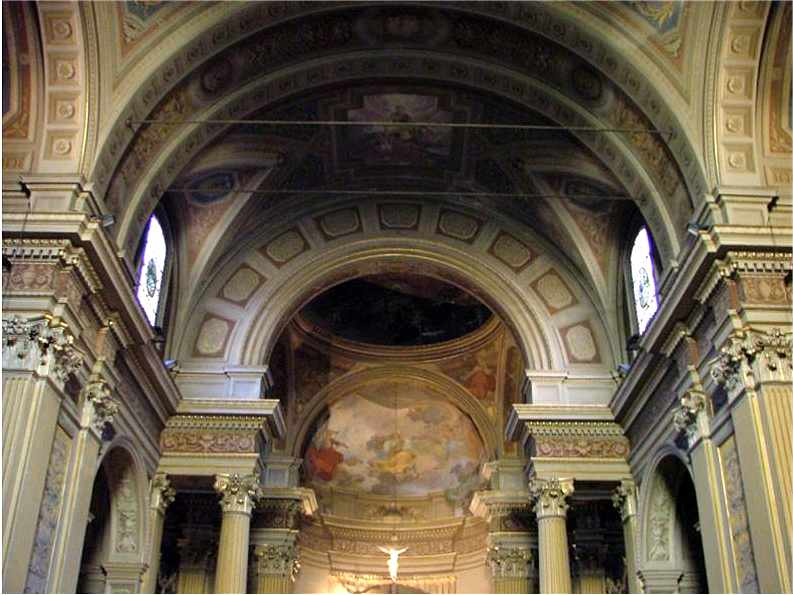
Chiesa di Santa Maria Maddalena a Bologna - particolare del presbiterio con affreschi di Domenico Ferri e Antonio Mosca del 1905

- Palazzo Ferri di Ascoli Piceno - graffiti della facciata (1880) in collaborazione con Nazzareno Orlandi (1861-1952)[4][5]
- Teatro Nicola Degli Angeli di Montelupone, Macerata – affresco dei plafoni della sala e dell'atrio (1886)[6]
- Palazzo del Governo (Ascoli Piceno), affreschi del salone del consiglio provinciale al primo piano in collaborazione con l'ornatista Antonio Mosca
- Pinacoteca comunale di Ascoli Piceno - affreschi di alcune sale, ritratto di Giovanni Battista Crema e "Il Paganini del villaggio"
- Collegiata di San Lorenzo di Spello – tempera della parte esterna della cappella dell'Incoronata in collaborazione con l'ornatista Antonio Mosca
- Chiesa del Sacro Cuore di Gesù di Bologna - affresco dell'altare maggiore (1913-1914) Archiviato il 10 agosto 2020 in Internet Archive. in collaborazione con l'ornatista Antonio  Mosca
- Chiesa di Santa Maria Maddalena (Bologna) - affreschi del catino della cupola e dell'abside in collaborazione con l'ornatista Antonio Mosca (1870-1951) (1905)[7]
- Trittico di Sant'Emidio[8]